# Щедрин, Николай Павлович
Николай Павлович Щедрин (1858, Тобольская губерния — 10 января 1919, Казань) — российский революционер-народник.

## Биография
Николай Щедрин родился в 1858 году в Петропавловске Тобольской губернии в дворянской семье.
Учился в Омской военной гимназии, откуда в 1874 году за участие в беспорядках был исключен. Ообразование продолжил в Петербурге в учительской семинарии, но не кончил и её. В 1876 году стал членом университетского кружка землевольца Г. Н. Преображенского и участвовал в организации землевольческих поселений в Саратовской губернии. В 1878 году занимал должность секретаря аткарской земской управы, которую оставил после покушения А. К. Соловьёва 2 апреля 1879 года. 
После раскола «Земли и воли» в 1879 году вошёл в «Чёрный Передел», но после предательства чернопередельца, рабочего Жаркова, вследствие программных разногласий, покинул Петербург и уехал вместе с Е. Н. Ковальской в Киев, где весной 1880 года они организовали Южно-русский рабочий союз. В октябре того же года вместе с Ковальской был арестован и в мае 1881 года приговорён Киевским военным судом к смертной казни, заменённой бессрочной каторгой. По дороге в Сибирь, в Иркутске, дал пощёчину адъютанту генерал-губернатора Соловьеву за грубое обращение с женщинами, его сопроцессницами, за что был на месте отбывания наказания, на Карских рудниках, прикован к тачке. После побега с этих рудников восьми каторжан, был доставлен в Петербург и в сентябре 1882 года заключен в Алексеевский равелин Петропавловской крепости, откуда 2 августа 1884 года за драку с надзирателем был переведён в Шлиссельбургскую крепость, где заболел психически. Страдая манией величия, прерываемой приступами бешенства, в течение 12 лет он вызывал бурные сцены при схватках с жандармами, которые насильственно уводили его из здания, в котором содержались остальные узники, в изолятор Старой тюрьмы крепости.
С 1896 года находился в Казанской психиатрической больнице, где и умер 10 января 1919 года.